# Tableau blanc

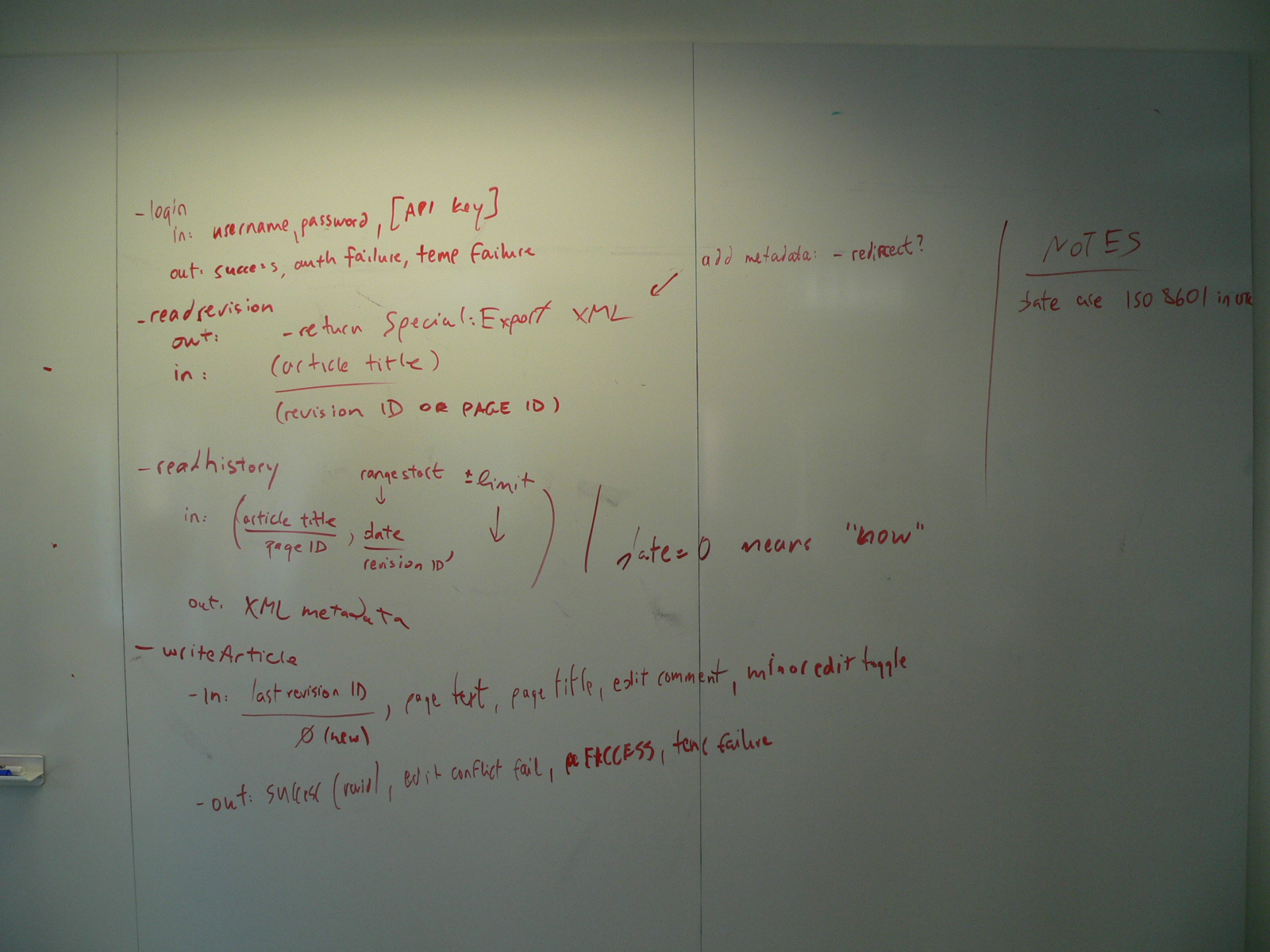
Tableau blanc de discussion sur l'API de Wikimedia aux Wikimedia hacking days 2006.

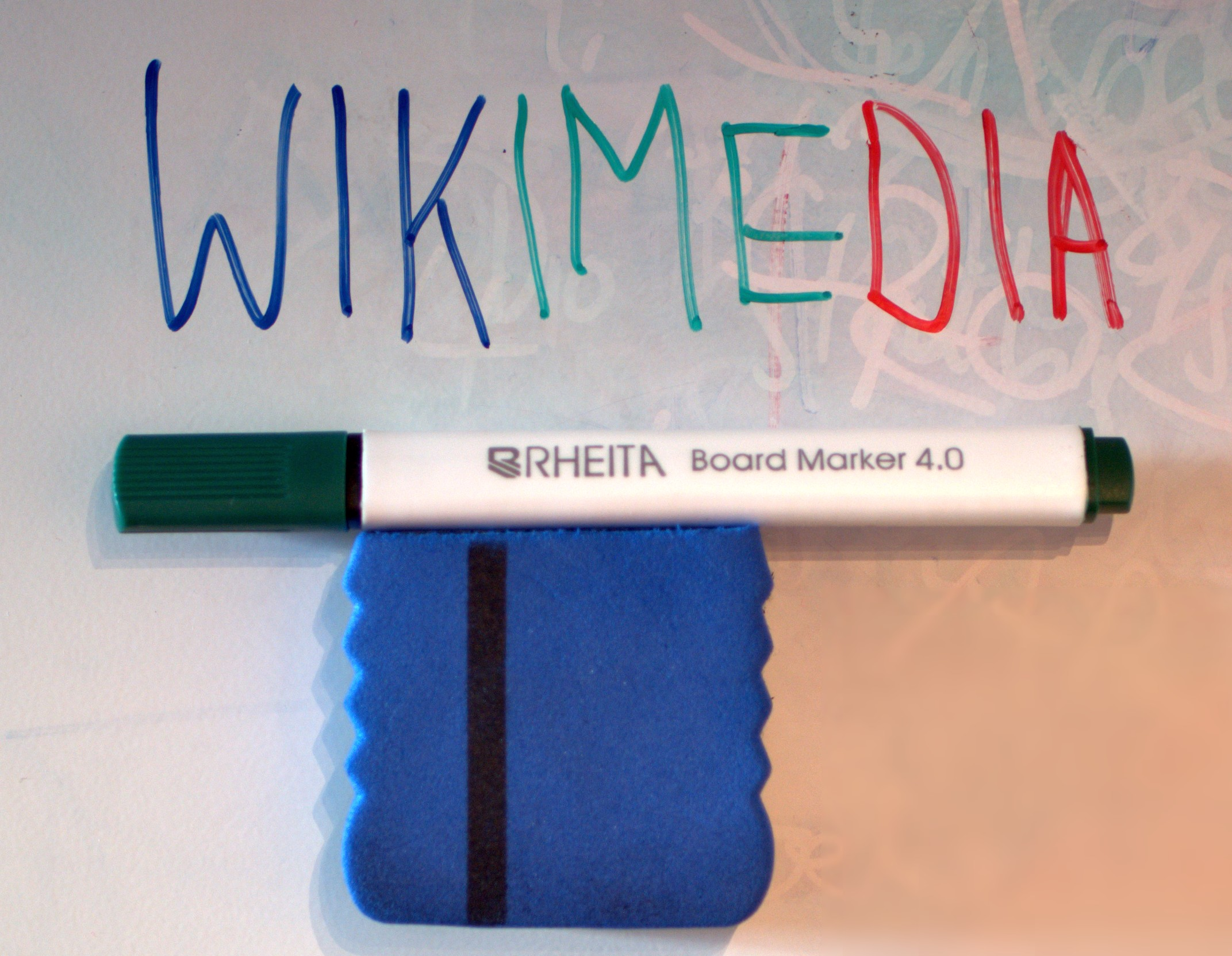
Tableau blanc avec feutre effaçable et tampon effaceur magnétique.

Un tableau blanc est un outil d'écriture destiné à soutenir (textuellement ou visuellement) un discours, à l'aide de feutres effaçables. Il est abondamment utilisé dans les milieux scolaires, universitaires et les formations en ligne.
Par antonomase, on parle parfois de tableau Velleda d'après la marque de l'entreprise Bic.

## Utilisation
Cet outil est souvent utilisé dans les milieux scolaires pour extraire, schématiser ou simplifier les parties substantielles d'un cours, ou bien lors des réunions de travail, dans l'optique de réaliser des schémas d'activités ou des plans.
Son utilisation requiert l'usage des feutres effaçables, disponibles en plusieurs couleurs (noir, rouge, vert, bleu...).
L'effaçage peut s'effectuer avec un chiffon sec, un tampon effaceur ou une brosse magnétique munie d'aimants permettant de se fixer sur le tableau après utilisation.

### Erreurs d'utilisation
Certains utilisateurs peuvent confondre les feutres effaçables avec des feutres permanents (ou indélébiles), utilisés sur des tableaux aux feuilles de papier blanc, ces derniers ayant généralement les mêmes couleurs et apparences.
Il devient alors plus difficile d'effacer les traces, mais la surface plastifiée du tableau blanc rend tout de même cette opération possible avec l'utilisation d'un produit adéquat (alcool à brûler). Il est également possible d'enlever les traces de marqueur permanent en repassant directement sur les traces avec un marqueur effaçable. Étant donné qu'il contient de l'alcool, la trace s'effacera facilement.

### Variantes
Bien qu'il puisse être lui-même considéré comme une variante, voire une évolution du tableau noir, il en existe plusieurs versions :
- Ardoise effaçable (tableau de petit format, proche du standard A4)

Cette version est généralement fournie avec un feutre effaçable (voire plusieurs) et un outil destiné à effacer les caractères écrits par l'utilisateur (correctable/effacette).
Elle est utilisée par un grand nombre d'élèves ou d'auditeurs dans l'optique de répondre à une question ou une problématique posée ou pour schématiser des informations importantes dans différents domaines.
Des modèles existent avec des carreaux sur la surface blanche, permettant d'écrire sur des lignes.
- Ardoise magique

Utilisée surtout par les jeunes enfants, elle permet de s'initier rapidement à l'apprentissage de manière ludique. Il existe également des ardoises numériques.

## Tableau blanc électronique (TBI)

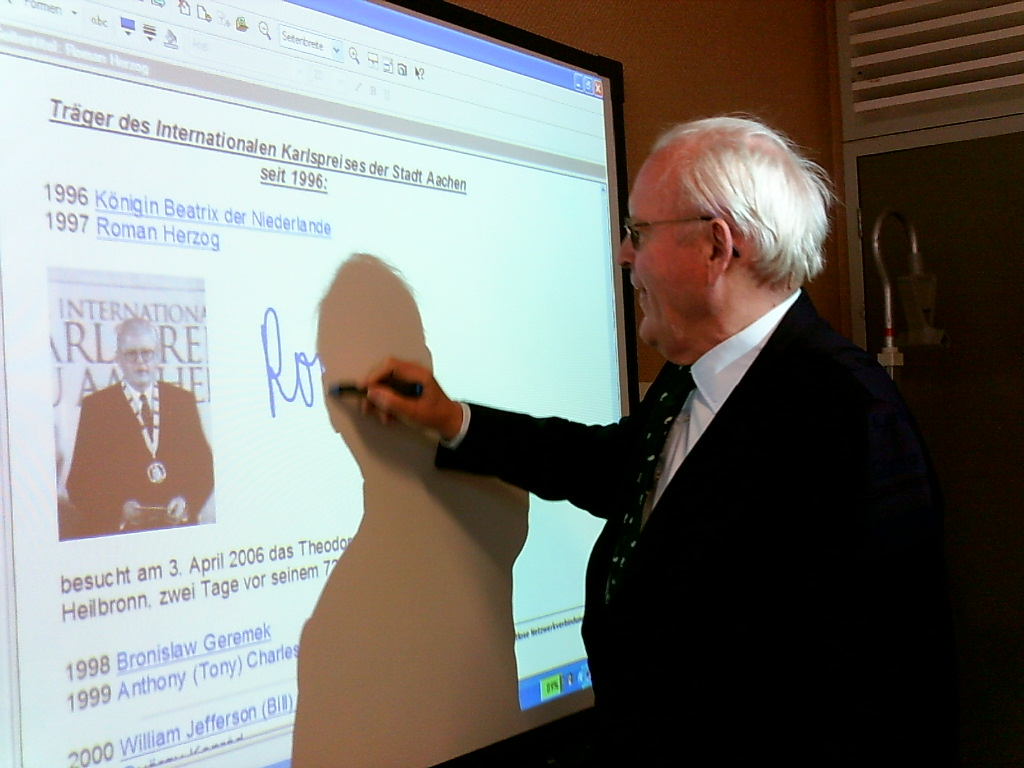
Roman Herzog sur un tableau blanc électronique

En informatique, on parle également de tableau blanc pour une image pouvant être partagée et modifiée interactivement par plusieurs personnes simultanément via le réseau. De nombreuses messageries instantanées comportent des tableaux blancs. Elles sont parfois couplées avec de la voix sur ip, comme c'est le cas pour Coccinella.
- Coccinella est une messagerie instantanée libre utilisant le protocole Jabber et basée sur un tableau blanc vectoriel.
- Inkscape, un logiciel de dessin vectoriel, propose un tableau blanc (encore expérimental) anciennement appelé Inkboard (en référence à Inkscape et whiteboard), et maintenant renommé Pedro, utilisant également le protocole Jabber.